# Luiz Gonzaga
Luiz Gonzaga do Nascimento (Exú, 13 de diciembre de 1912 - Recife, 2 de agosto de 1989) fue un compositor popular brasileño, conocido como el «rey del baião».

## Biografía
Nació en una hacienda llamada Caiçara, en la falda de la Sierra de Araripe, en la zona rural de Exú, en el sertão de Pernambuco. El lugar sería revivido años más tarde en Pé de Serra, una de sus primeras composiciones. Su padre, Januário, realizaba tareas de roza en un latifundio, y en sus horas perdidas tocaba el acordeón; también reparaba el instrumento. Fue con él con quien Luiz Gonzaga aprendió a tocarla. No era aún adolescente cuando comenzó a presentarse en bailes, forrós y ferias, al principio acompañando a su padre. Auténtico representante de la cultura del Nordeste, se mantuvo fiel a sus orígenes, incluso al seguir su carrera musical en el sur de Brasil. El género musical que lo consagró fue el baião. La canción emblemática de su carrera es Asa-Branca, que compuso en 1947 junto con el abogado Humberto Teixeira.
A los dieciocho años, se enamoró de una chica de la región y, repelido por el padre de ella, un coronel, lo amenazó de muerte. Januário le dio una paliza por eso; sublevado, Luiz Gonzaga huyó de casa y se alistó en el ejército en Crato (Ceará). A partir de ahí, viajó durante nueve años como soldado por varios Estados brasileños. En Juiz de Fora (Minas Gerais) conoció a Domingos Ambrósio, también soldado y conocido en la región por su habilidad como acordeonista. De él aprendió importantes lecciones de música.
En 1939 se dio de baja en el ejército, en Río de Janeiro, decidido a dedicarse a la música. En la entonces capital del Brasil, comenzó tocando en la zona de prostitución. En el inicio de la carrera,  únicamente tocaba solos de acordeón, choros, sambas, fox y otros géneros de la época. Su repertorio consistía básicamente en músicas extranjeras que presentaba, sin éxito, en programas de principiantes. Hasta que, en el programa de Ary Barroso, fue aclamado por ejecutar Vira e Mexe (la primera música que grabó en 78 revoluciones por minuto), un tema de sabor regional, de autoría suya. Luego de lo cual firmó su primer contrato con la Radio Nacional del Brasil. 

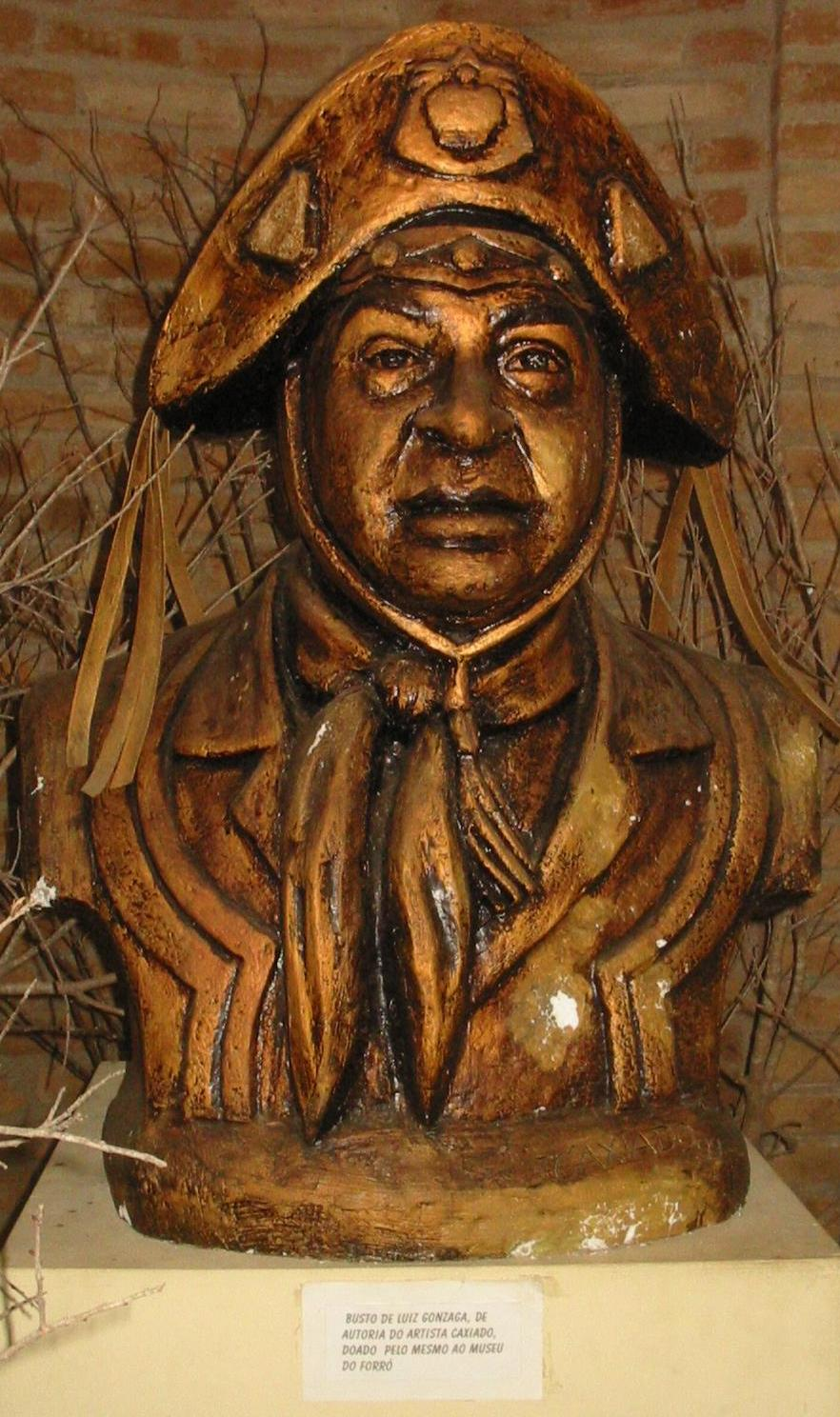
Busto en la entrada del museo Luiz Gonzaga. Caruaru, Pernambuco.

El 11 de abril de 1945, Luiz Gonzaga grabó su primer tema como cantante, en el estudio de la RCA Victor: la mazurca Dança Mariquinha, con Saulo Augusto Silveira Oliveira. También en 1945, una cantante coral llamada Odaléia Guedes dio a luz un niño, en Río. Luiz Gonzaga tenía un asunto con la chica - iniciado probablemente cuando ella ya estaba embarazada - y asumió la paternidad de la criatura, lo adoptó y le dio su nombre: Luiz Gonzaga do Nascimento Júnior. Gonzaguinha fue criado por sus padrinos, con el apoyo económico del artista. 
En 1946 regresó por primera vez a su ciudad natal de Exú y se reencontró con su padre, hecho que narró en su composición Respeita Januário en coautoría con Humberto Teixeira.
En 1948, Luiz se casó con la pernambucana Helena Cavalcanti, profesora que se había convertido en su secretaria particular. La pareja vivió unida hasta cerca de la muerte de «Lua», como también era conocido el compositor. No tuvieron hijos.
Murió víctima de un paro cardiorrespiratorio en el Hospital Santa Joana de Recife (Pernambuco) y fue enterrado en su municipio natal.

## Discografía
- 1956 — Aboios e Vaquejadas
- 1957 — O Reino do Baião
- 1958 — Xamego
- 1961 — Luiz «LUA» Gonzaga
- 1962 — Ô Véio Macho
- 1962 — São João na Roça
- 1963 — Pisa no Pilão (Festa do Milho)
- 1964 — A Triste Partida
- 1964 — Sanfona do Povo
- 1965 — Quadrilhas e Marchinhas Juninas
- 1967 — O Sanfoneiro do Povo de Deus
- 1967 — Óia Eu Aqui de Novo
- 1968 — Canaã
- 1968 — São João do Araripe
- 1970 — Sertão 70
- 1971 — O Canto Jovem de Luiz Gonzaga
- 1971 — São João Quente
- 1972 — Aquilo Bom!
- 1972 — Volta pra Curtir (Ao Vivo)
- 1973 — A Nova Jerusalém
- 1973 — Sangue de Nordestino
- 1973 — Luiz Gonzaga (álbum)